# ピレモッ窟
ピレモッ窟（ピレモッくつ、朝: 빌레못굴 [Billemotgul, Pillemotgul]、英: Pil-le-mot Cave、ビレモッ窟、ビレモットクル）またはピレモット洞窟（빌레못동굴、Billemotdonggul、ビレモット洞窟）は、大韓民国の済州島北西部にある溶岩洞（火山洞窟）である。総延長は 11,749 m（メートル）で、現在アジア最長の溶岩洞であり、発見当時は世界最長とされた。2022年現在では世界第9位の総延長を誇る溶岩洞となっている。韓国の天然記念物第342号である。
済州語でピレ（빌레）は平らな岩盤を、モッ（못）は池を意味し、洞窟が開口する付近の平らな溶岩上に池が見られることから名付けられた。「ピレ 빌레」はイズセンリョウ Maesa japonica の朝鮮語名「빌레나무」にも用いられる。

## 周辺の地形と地質
韓国には約1,000個の自然洞窟があるとされる。朝鮮半島には石灰洞が分布する一方、済州島には多数の大規模な火山洞窟が分布している。済州島には約60個の火山洞窟が知られ、特に北東部の旧左邑と、北西部の翰林邑および涯月邑に集中している。済州島は単位面積当たりの火山洞窟の密度では世界最多とされる。万丈窟周辺のように火山洞窟の集中する地域は第四紀更新世初期の溶岩に由来する表善里玄武岩層が分布し、済州島の火山洞窟の大部分は主に第一活動期に形成されたと考えられている。この岩層は粘着性が弱く、流動性が高い塩基性玄武岩層である。ピレモッ窟が貫く岩質は、表善里玄武岩と同時期に形成された溶岩流であるが、温度が低く粘着性がより大きい。
ピレモッ窟の所在地は大韓民国済州特別自治道済州市の涯月邑於音里である。涯月の市街から車で1時間ほど進んだのち、徒歩で20分ほどのところに開口する。周辺は遮るものがない荒野である。

## 規模と調査
ピレモッ窟は1971年に発見された。同年3月地元の漢拏山友会の会長である夫宗休を中心とした会員によって探検され、7.8 km（キロメートル）までが確認されていた。1972年3月には日本大学探検部の部員が探検を行った。当時は万丈窟が世界最長（韓国最長）の溶岩洞とされていた。しかし、実測図はなく内部の調査も十分に行われないままに、先住民の住居跡が発見されたことで長らく入洞禁止となっていた。
1981年の日韓合同調査で、ピレモッ窟がケニアのレビアサン洞窟（11,122 m）を抜く総延長 11,749 m であることがわかり、当時世界最長の溶岩洞とされた。この調査では、韓国文化広報部の許可を得て韓国洞窟学会と日本洞窟学会が合同調査団を結成し、1981年7月3日より7月10日にかけて測量調査が行われた。団員は全64人、韓国から37人、日本からは27人が参加した。
なお2022年現在、世界最長の溶岩洞とされるのはハワイのカズムラ洞窟で、総延長 60 km 以上に及ぶことが分かっている。

## 洞内地形
洞口は狭く、直径 50 cm（センチメートル）程度。洞内は崩落も多く、洞口付近は規模があるようには見えないが、洞口から 400 m 進むと大きな空間が現れる。
主洞部は 2,917 m で、総延長 8,832 m を数える59本もの支洞を持つ。第29番支洞には迷路窟の名が付けられており、非常に複雑な構造をなしている。支洞によっては複数層が立体的に連結しており、螺旋状に回転して下層に連結する支洞もある。
洞内には泥や水が多く、末端部は水流がある。狭窄部は天井高 30 cmで、泥と水の上を匍匐前進して通過される。
洞内には乳房状溶岩鍾乳が多くみられる。地表部の縄状溶岩が巻き込まれ洞内の天井に露出している状態が観察される。また、洞内に3つの溶岩樹形も見られ、世界で初めて洞内で溶岩樹形が発見された。これらは、初期溶岩流が丘状に盛り上がった元地形の影響を受けて、漢拏山の中期噴火による溶岩流に覆われず島状に取り残され、交叉や滞留、凹地への急速な流下などのようにのちの溶岩流が複雑に流れたことによると考えられている。
洞内には7個の溶岩石筍が見られる。これは床面溶岩の流動を止める現象が起こって形成されたと考えられている。世界最大の溶岩球も発見されており、長径 5 m、短径 5.2 m、高さ2.5 m である。
天井部には白いケイ酸華の析出が多く見られ、場所によっては 20–30 m の範囲にわたって分布している。これは火山ガスが噴出して急速に冷えた際に玄武岩中の融解物が固まって形成されたと考えられている。長さが 28 cm に達するケイ酸柱も発見されている。これは世界一の高さである。
直径 5 cmで、先端が鈍頭の円筒形である棒状の噴出鍾乳が見られる。これは側壁や天井部に溜まったガス体によって押し出されて形成されたものである。また、長さ 7 m、高さ 1.5 m の溶岩溝がある。

### 考古学
先史時代の遺物が見つかっており、考古学上重要だとされている。当時の人々は洞窟で暮らしていたと考えられている。洞奥約 2 km の地点では、溶岩で創られた石槍が発見されている。また、欠けた石器や、現在ではより北方に生息するトナカイやクマの骨が発見されている。

## 周辺の溶岩洞
済州島には、ピレモッ窟以外にも多くの火山洞窟が分布するが、拒文岳溶岩洞窟群のある島の東北部とは違い、ピレモッ窟の周辺には溶岩洞は少ない。涯月邑に隣接する翰林邑の翰林公園区域内にある挟才窟・双竜窟・黄金窟・昭天窟のほか、拒文岳溶岩洞窟群の万丈窟や金寧蛇窟（金寧窟）、ハンドル窟、水山窟、松堂窟、美千窟などが知られる。翰林公園に分布する洞窟は火山洞窟ながら、貝殻層が溶出して二次的に天井から炭酸カルシウムを含む水が流入したことで、石灰質のつらら石（鍾乳石）や石筍が形成されている。